# Торонг-Ла
Торонг-ла (англ. Thorong La, Thorung La, неп. थोराङला) — перевал в Гімалаях, на півночі масиву Аннапурни, що з'єднує долини річок Калі-Гандакі та Марс'янді в Непалі. Він з'єднує селище Мананґ (3519 м) із  храмом Муктінатх (3800 м) та найближчим до нього селищем Раніпаува (3700 м). Окрім туристів, перевалом регулярно користується місцеве населення.
Висота перевалу — 5416 метрів н.р.м. Перевал розташований в сідловині між двома вершинами: на півночі це Якава Канґ (6482 м), а на півдні — Хатунґ Канґ (6488 м). Перевал Торонг-Ла - це найвища точка трьохсоткілометрового треку навколо гірського масиву Аннапурни. 

## Гірський туризм
Більшість мандрівників проходять перевал у напрямку з Мананґу в Муктінатх (зі Сходу на Захід), так як цей шлях є простішим та безпечнішим. Без належного рівня фізичної підготовки та відповідної акліматизації перехід із Мананґу в Муктінатх за один день неможливий, тому перед підйомом на перевал туристи зазвичай проводять першу ніч в одному із селищ після Мананґу (Як Кхарка, Ледар), а наступну - селищі Торонг Пхеді (4540 м), або в одному з готелів висотного табору Торонг-Ла (4880 м). Таке планування маршруту дозволяє зменшити загальний набір висоти та відстань переходу у день підйому на перевал, а також зменшує ризик появи гострих проявів гірської хвороби.
Зворотній маршрут із заходу на схід є значно складнішим з-за великого перепаду висот (біля 1300 м) між останнім можливим місцем ночівлі на східній стороні маршруту та найвищою точкою перевалу.
Зазвичай мандрівники розпочинають підйом на перевал за декілька годин до світанку, щоб встигнути подолати його до сильних вітрів, що часто здіймаються після сходу сонця.
Найбезпечнішими місяцями для подолання перевалу є березень і квітень навесні та жовтень і листопад восени. У інші періоди значно зростають ризики лавин, різкого погіршення погоди та низьких температур.

## Місцевий клімат
Клімат на західній стороні перевалу у долині ріки Калі-Гандакі є значно посушливішим порівняно зі східною стороною. За винятком полів та садів зі штучним поливом, на західній стороні практично немає рослинності.

## Сніговий шторм 2014 року
14 жовтня 2014 року циклон Гудгуд досяг округів Мананґ та Мустанґ. Протягом 12 годин випало до 1.8 м снігу, що спричинило численні сходження лавин у регіоні. Середина жовтня - це пік туристичного сезону і в той день на пропускному пункті перед Як Кхарка зареєструвалося 345 трекерів, а з висотного табору Торонг-Ла на перевал вийшло біля 100 туристів. Всього під лавинами та від переохолодження в регіоні загинуло 43 особи (більшість - поблизу перевалу Торонг-Ла), успішно евакуйовано було 518 осіб

## Галерея

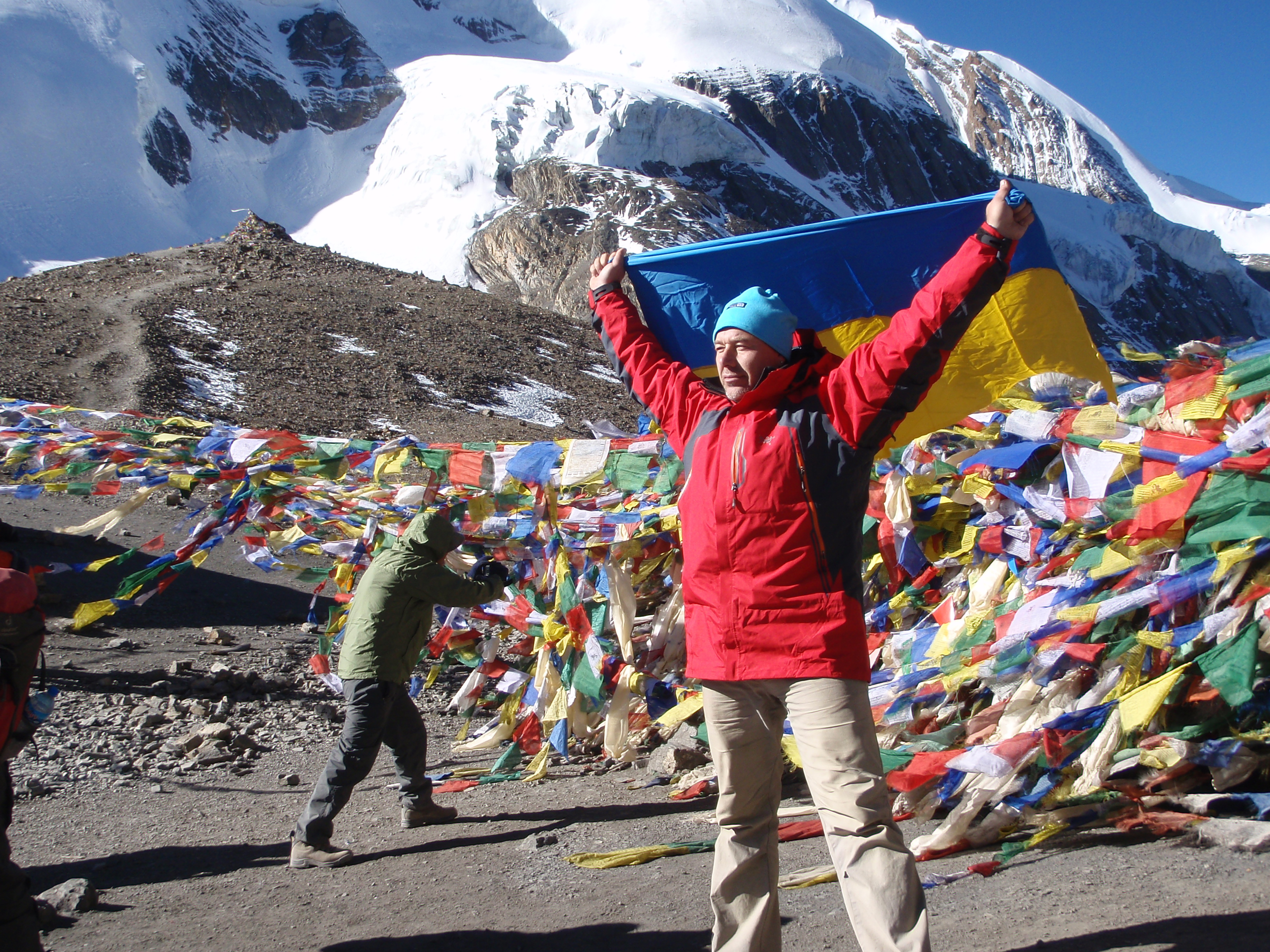
Український прапор на перевалі
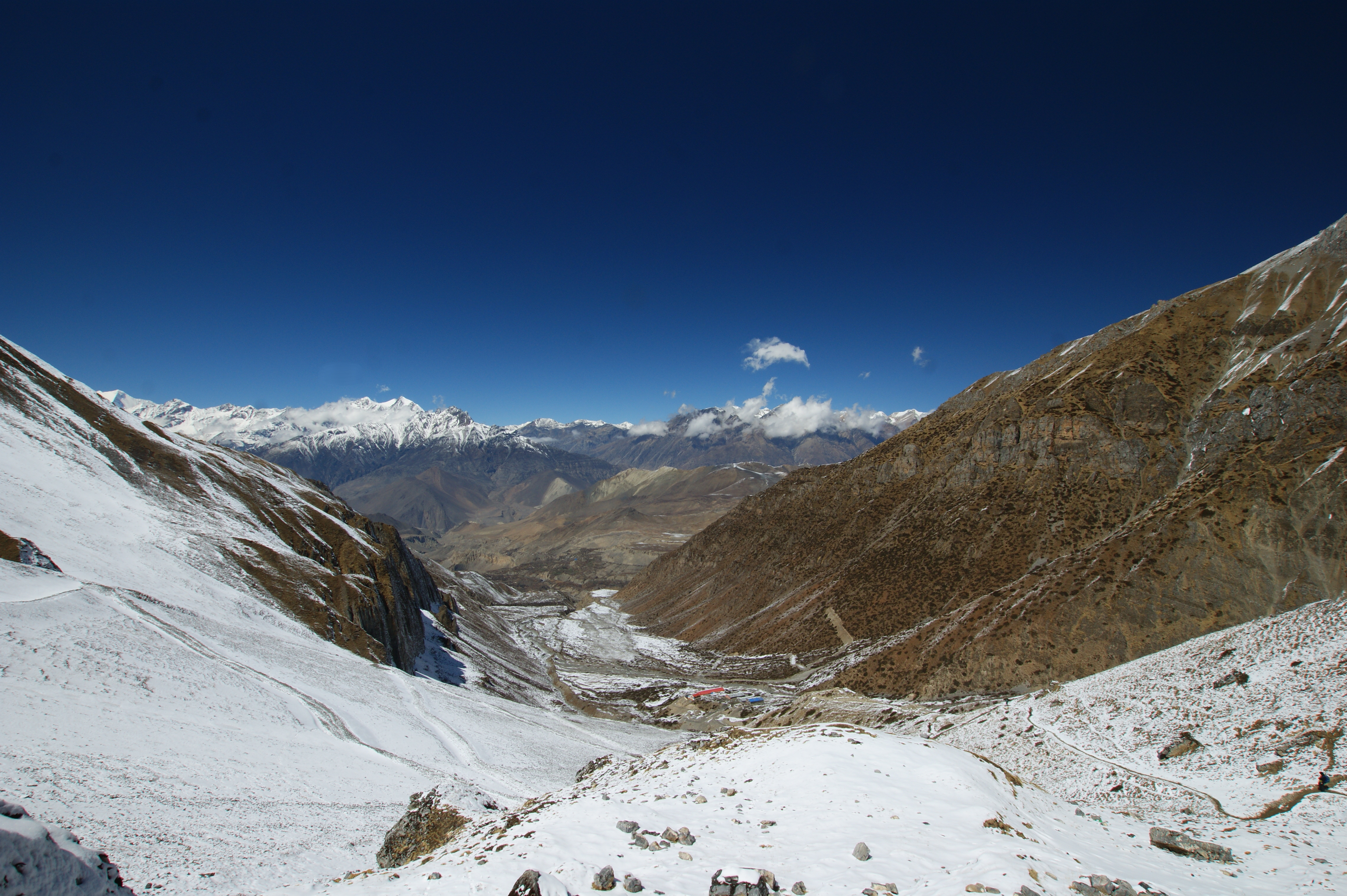
Вид на долину Калі-Гандакі з перевалу
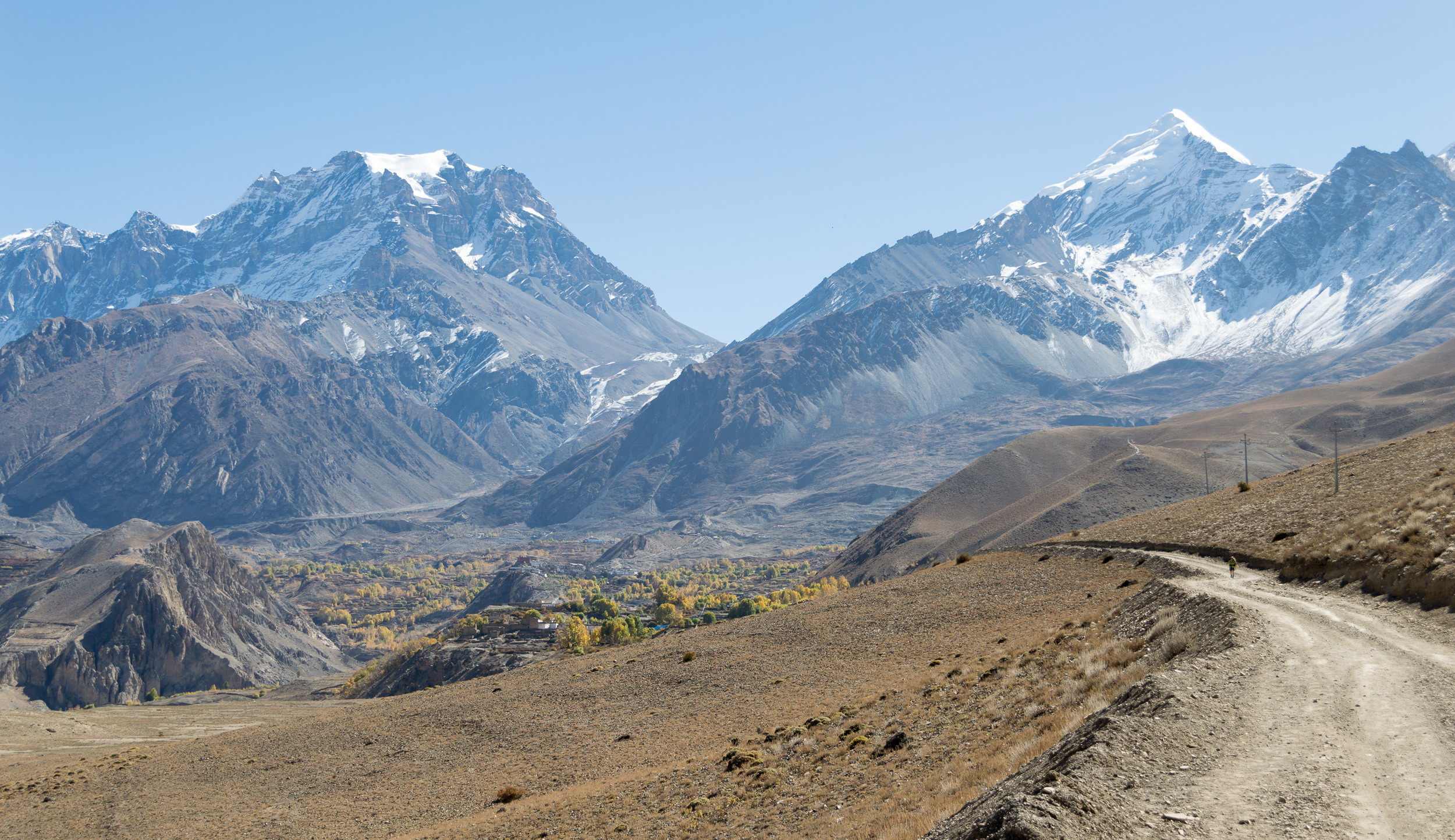
Вид на перевал із західної сторони
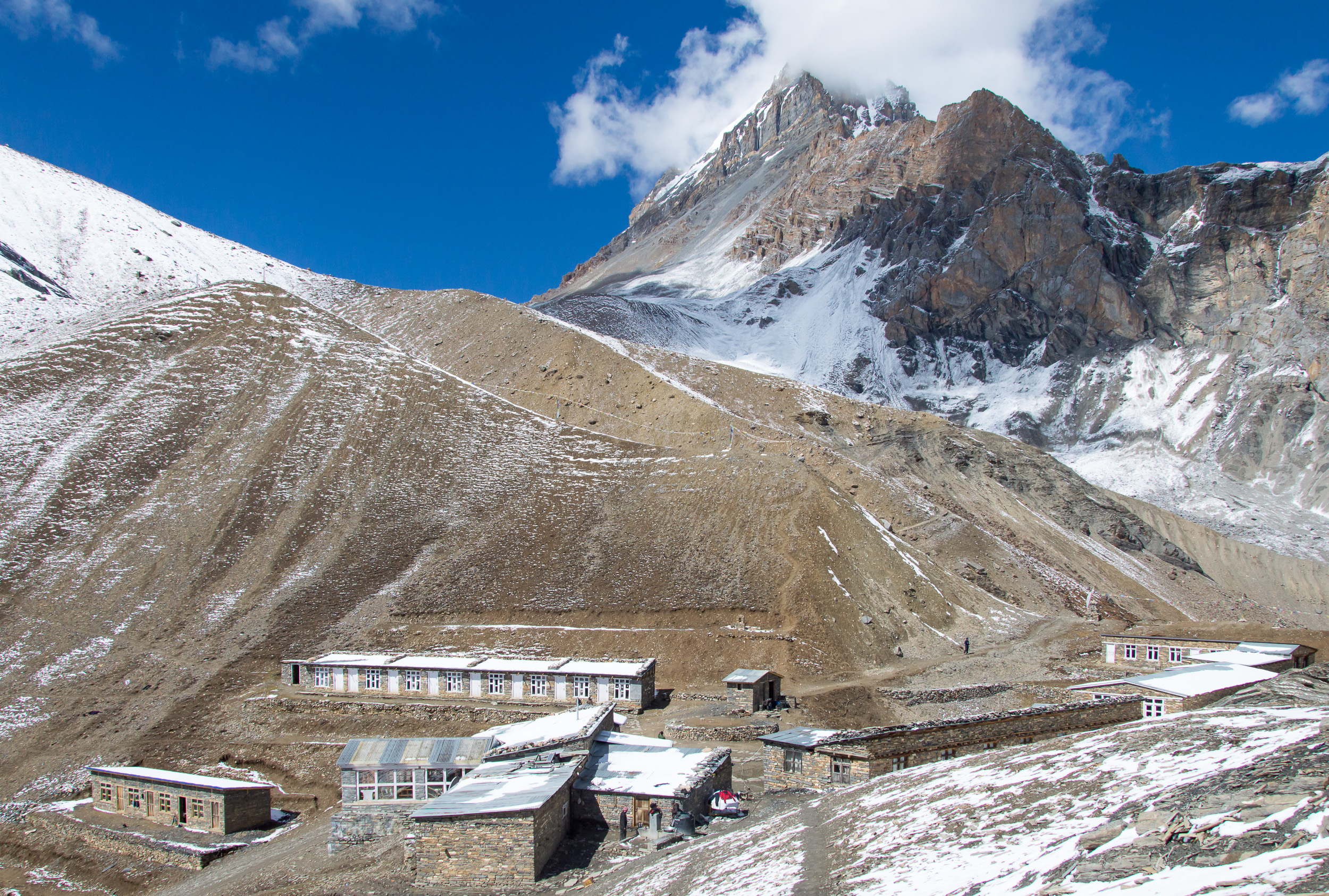
Висотний табір Торонг-Ла